# Општина Актопан (Веракруз)
Актопан (шп. Actopan) општина је у Мексику у савезној држави Веракруз. Општина се налази на надморској висини од 253 м.

## Становништво
Према подацима из 2010. у општини је живело 40994 становника.

### Хронологија
| Година       | 2000                  | 2005                  | 2010                  |
| ------------ | --------------------- | --------------------- | --------------------- |
| Становништво | 39354 (19360 / 19994) | 37867 (18358 / 19509) | 40994 (20142 / 20852) |

### Попис
| \| \| м \| \| \| ж \| \| 0—2 \| 803 \| \| \| 847 \| \| 3—5 \| 936 \| \| \| 871 \| \| 6—11 \| 2.028 \| \| \| 1.982 \| \| 12—14 \| 1.100 \| \| \| 1.073 \| \| 15—17 \| 1.191 \| \| \| 1.126 \| \| 18—24 \| 2.141 \| \| \| 2.227 \| \| 60+ \| 2.918 \| \| \| 3.009 \| \| Просек : \| 32,5 \| \| \| 33,0 \| |       |  |  |       |
| |       |  |  |       |
| | м     |  |  | ж     |
| 0—2 | 803   |  |  | 847   |
| 3—5 | 936   |  |  | 871   |
| 6—11 | 2.028 |  |  | 1.982 |
| 12—14 | 1.100 |  |  | 1.073 |
| 15—17 | 1.191 |  |  | 1.126 |
| 18—24 | 2.141 |  |  | 2.227 |
| 60+ | 2.918 |  |  | 3.009 |
| Просек : | 32,5  |  |  | 33,0  |

| #   | Индикатор                                                                                        | Вредност |
| --- | ------------------------------------------------------------------------------------------------ | -------- |
| 1   | Становништво од 0 до 2 године                                                                    | 1650     |
| 2   | Мушко становништво од 0 до 2 године                                                              | 803      |
| 3   | Женско становништво од 0 до 2 године                                                             | 847      |
| 4   | Становништво са 3 и више година                                                                  | 39147    |
| 5   | Мушко становништво са 3 и више година                                                            | 19243    |
| 6   | Женско становништво са 3 и више година                                                           | 19904    |
| 7   | Становништво са 5 и више година                                                                  | 37954    |
| 8   | Мушко становништво са 5 и више година                                                            | 18612    |
| 9   | Женско становништво са 5 и више година                                                           | 19342    |
| 10  | Становништво са 12 и више година                                                                 | 33330    |
| 11  | Мушко становништво са 12 и више година                                                           | 16279    |
| 12  | Женско становништво са 12 и више година                                                          | 17051    |
| 13  | Становништво са 15 и више година                                                                 | 31157    |
| 14  | Мушко становништво са 15 и више година                                                           | 15179    |
| 15  | Женско становништво са 15 и више година                                                          | 15978    |
| 16  | Становништво са 18 и више година                                                                 | 28840    |
| 17  | Мушко становништво са 18 и више година                                                           | 13988    |
| 18  | Женско становништво са 18 и више година                                                          | 14852    |
| 19  | Становништво од 3 до 5 година                                                                    | 1807     |
| 20  | Мушко становништво од 3 до 5 година                                                              | 936      |
| 21  | Женско становништво од 3 до 5 година                                                             | 871      |
| 22  | Становништво од 6 до 11 година                                                                   | 4010     |
| 23  | Мушко становништво од 6 до 11 година                                                             | 2028     |
| 24  | Женско становништво од 6 до 11 година                                                            | 1982     |
| 25  | Становништво од 8 до 14 година                                                                   | 4866     |
| 26  | Мушко становништво од 8 до 14 година                                                             | 2466     |
| 27  | Женско становништво од 8 до 14 година                                                            | 2400     |
| 28  | Становништво од 12 до 14 година                                                                  | 2173     |
| 29  | Мушко становништво од 12 до 14 година                                                            | 1100     |
| 30  | Женско становништво од 12 до 14 година                                                           | 1073     |
| 31  | Становништво од 15 до 17 година                                                                  | 2317     |
| 32  | Мушко становништво од 15 до 17 година                                                            | 1191     |
| 33  | Женско становништво од 15 до 17 година                                                           | 1126     |
| 34  | Становништво од 18 до 24 године                                                                  | 4368     |
| 35  | Мушко становништво од 18 до 24 године                                                            | 2141     |
| 36  | Женско становништво од 18 до 24 године                                                           | 2227     |
| 37  | Женско становништво од 15 до 49 година                                                           | 10825    |
| 38  | Становништво са 60 и више година                                                                 | 5927     |
| 39  | Мушко становништво са 60 и више година                                                           | 2918     |
| 40  | Женско становништво са 60 и више година                                                          | 3009     |
| 41  | Однос између мушкараца и жена                                                                    | 96.6     |
| 42  | Становништво од нуле до 14 година                                                                | 9640     |
| 43  | Становништво од 15 до 64 године                                                                  | 26928    |
| 44  | Становништво од 65 година и више                                                                 | 4229     |
| 45  | Просечан број деце                                                                               | 2.52     |
| 46  | Становништво рођено у ентитету                                                                   | 38939    |
| 47  | Мушко становништво рођено у ентитету                                                             | 19142    |
| 48  | Женско становништво рођено у ентитету                                                            | 19797    |
| 49  | Становништво рођено у другом ентитету                                                            | 1517     |
| 50  | Мушко становништво рођено у другом ентитету                                                      | 757      |
| 51  | Женско становништво рођено у другом ентитету                                                     | 760      |
| 52  | Становништво од 5 година и више резидентно у ентитету у јуну 2005. године                        | 36230    |
| 53  | Мушко становништво старосног доба од 5 година и више, резидентно у ентитету у јуну 2005. године  | 17467    |
| 54  | Женско становништво старосног доба од 5 и више година, резидентно у ентитету у јуну 2005. године | 18763    |
| 55  | Становништво од 5 година и више које је живело у другом ентитету у јуну 2005. године             | 450      |
| 56  | Мушко становништво старије од 5 година које је живело у другом ентитету у јуну 2005. године      | 219      |
| 57  | Женско становништво старије од 5 година које је живело у другом ентитету у јуну 2005. године     | 231      |
| 58  | Становништво од 3 године и више које говори аутохтони језик                                      | 94       |
| 59  | Мушко становништво старо 3 године и више које говори аутохтони језик                             | 55       |
| 60  | Женско становништво старо 3 године и више које говори аутохтони језик                            | 39       |
| 61  | Становништво од 3 године и више које говори аутохтони језик и не говори шпански језик            | 1        |
| 62  | Мушко становништво старо 3 године и више које говори аутохтони језик и не говори шпански         | 0        |
| 63  | Женско становништво старо 3 године и више које говори аутохтони језик и не говори шпански језик  | 1        |
| 64  | Становништво старо 3 године и више које говори аутохтони језик и шпански                         | 48       |
| 65  | Мушко становништво старо 3 године и више које говори аутохтони језик и шпански                   | 25       |
| 66  | Женско становништво старо 3 године и више које говори аутохтони језик и шпански                  | 23       |
| 67  | Становништво од 5 година и више које говори аутохтони језик                                      | 93       |
| 68  | Становништво од 5 година и више које говори аутохтони језик и не говори шпански језик            | 1        |
| 69  | Становништво од 5 година и више које говори аутохтони језик и говори шпански језик               | 48       |
| 70  | Становништво у домородачким домаћинствима                                                        | 218      |
| 71  | Становништво са ограничењима у активностима                                                      | 2130     |
| 72  | Становништво са ограниченим ходањем или кретањем, горе или доле                                  | 1019     |
| 73  | Становници са ограничењима вида, чак и уз кориштење сочива                                       | 582      |
| 74  | Становништво са ограничењима говора, комуникације или конверзације                               | 214      |
| 75  | Становништво са ограниченим слухом                                                               | 267      |
| 76  | Становништво са ограничењима при одевању, купању или јелу                                        | 94       |
| 77  | Становништво са ограничењима у опажању или учењу једноставних ствари                             | 80       |
| 78  | Становништво са менталним ограничењима                                                           | 289      |
| 79  | Становништво без ограничења активности                                                           | 38420    |
| 80  | Становништво од 3 до 5 година које не похађа школу                                               | 800      |
| 81  | Мушко становништво од 3 до 5 година које не похађа школу                                         | 430      |
| 82  | Женско становништво од 3 до 5 година које не похађа школу                                        | 370      |
| 83  | Становништво од 6 до 11 година које не похађа школу                                              | 144      |
| 84  | Мушко становништво од 6 до 11 година које не похађа школу                                        | 80       |
| 85  | Женско становништво од 6 до 11 година које не похађа школу                                       | 64       |
| 86  | Становништво од 12 до 14 година које не похађа школу                                             | 209      |
| 87  | Мушко становништво од 12 до 14 година које не похађа школу                                       | 112      |
| 88  | Женско становништво од 12 до 14 година које не похађа школу                                      | 97       |
| 89  | Становништво од 15 до 17 година похађа школу                                                     | 1578     |
| 90  | Мушко становништво од 15 до 17 година похађа школу                                               | 775      |
| 91  | Женско становништво између 15 и 17 година живота у школи                                         | 803      |
| 92  | Становништво од 18 до 24 године похађа школу                                                     | 1004     |
| 93  | Мушко становништво од 18 до 24 године похађа школу                                               | 471      |
| 94  | Женско становништво од 18 до 24 године похађа школу                                              | 533      |
| 95  | Становништво од 8 до 14 година које не може да чита и пише                                       | 197      |
| 96  | Мушко становништво старосног доба од 8 до 14 година које не може да чита и пише                  | 118      |
| 97  | Женско становништво старосног доби од 8 до 14 година које не може да чита и пише                 | 79       |
| 98  | Становништво од 15 година и више које је неписмено                                               | 4625     |
| 99  | Мушко становништво од 15 година и више које је неписмено                                         | 2290     |
| 100 | Женско становништво од 15 година и више које је неписмено                                        | 2335     |
| 101 | Становништво старо 15 и више година без школовања                                                | 4421     |
| 102 | Мушко становништво старо 15 и више година без школовања                                          | 2236     |
| 103 | Женско становништво старо 15 и више година без школовања                                         | 2185     |
| 104 | Становништво старосног доба 15 и више година са непотпуним основним образовањем                  | 8258     |
| 105 | Мушко становништво старосног доба од 15 година и више са непотпуном основним образовањем         | 3999     |
| 106 | Женско становништво старосног доба 15 и више година са непотпуном основним образовањем           | 4259     |
| 107 | Становништво старо 15 и више година са комплетним основним образовањем                           | 5386     |
| 108 | Мушко становништво старо 15 година и више са комплетним основним образовањем                     | 2529     |
| 109 | Женско становништво старо 15 и више година са комплетним основним образовањем                    | 2857     |
| 110 | Становништво старосног доба 15 и више година са непотпуним средњим образовањем                   | 1314     |
| 111 | Мушко становништво старосног доба од 15 година и више са непотпуним средњим образовањем          | 642      |
| 112 | Женско становништво старосног доба од 15 година и више са непотпуним средњим образовањем         | 672      |
| 113 | Становништво старо 15 и више година са пуним секундарном образовањем                             | 5406     |
| 114 | Мушко становништво старосног доба од 15 година и више са пуним секундарном образовањем           | 2579     |
| 115 | Женско становништво старосног доба од 15 година и више са пуним секундарном образовањем          | 2827     |
| 116 | Становништво старије од 18 година са постосновним образовањем                                    | 5601     |
| 117 | Мушко становништво старије од 18 година са постосновним образовањем                              | 2834     |
| 118 | Женско становништво старије од 18 година са постосновним образовањем                             | 2767     |
| 119 | Просечна оцена школовања                                                                         | 6.26     |
| 120 | Просечан ниво образовања мушке популације                                                        | 6.28     |
| 121 | Просечан ниво образовања женског становништва                                                    | 6.24     |
| 122 | Економски активно становништво                                                                   | 14997    |
| 123 | Економски активна мушка популација                                                               | 12157    |
| 124 | Економски активна женска популација                                                              | 2840     |
| 125 | Становништво које није економски активно                                                         | 18083    |
| 126 | Мушко становништво које није економски активно                                                   | 3950     |
| 127 | Женско становништво које није економски активно                                                  | 14133    |
| 128 | Запослено становништво                                                                           | 14617    |
| 129 | Запослено мушко становништво                                                                     | 11823    |
| 130 | Запослено женско становништво                                                                    | 2794     |
| 131 | Незапослена популација                                                                           | 380      |
| 132 | Незапослена мушка популација                                                                     | 334      |
| 133 | Незапослена женска популација                                                                    | 46       |
| 134 | Становништво без права на здравствене услуге                                                     | 23423    |
| 135 | Становништво које има право на здравствене услуге                                                | 17342    |
| 136 | Становништво које има право на ИМСС                                                              | 10792    |
| 137 | Становништво које има право на социјално осигурање                                               | 951      |
| 138 | Становништво које има право на државно социјално осигурање                                       | 54       |
| 139 | Становништво које има право на опште осигурање или здравствено осигурање за нову генерацију      | 4650     |
| 140 | Становништво које је било једном или није било у браку током 12 година и више                    | 10251    |
| 141 | Венчано или уједињено становништво од 12 година и више                                           | 19795    |
| 142 | Становништво које је било у браку или уједињено 12 година и више                                 | 3251     |
| 143 | Становништво са католичком религијом                                                             | 38192    |
| 144 | Протестанти, еванђелисти и библијски следбеници различити од еванђелиста                         | 1656     |
| 145 | Становништво са другим религијама различитим од претходних                                       | 8        |
| 146 | Становништво без религије                                                                        | 631      |
| 147 | Укупно пописаних домаћинства                                                                     | 11910    |
| 148 | Пописна домаћинства на челу са мушкарцима                                                        | 9266     |
| 149 | Пописна домаћинства на челу са женама                                                            | 2644     |
| 150 | Становништво у пописним домаћинствима                                                            | 40826    |
| 151 | Становништво у пописним домаћинствима на челу са мушкарцима                                      | 33386    |
| 152 | Становништво у пописним домаћинствима на челу са женама                                          | 7440     |
| 153 | Укупно домаћинстава                                                                              | 14782    |
| 154 | Укупно насељених домаћинстава                                                                    | 11966    |
| 155 | Укупно приватних кућа                                                                            | 14726    |
| 156 | Насељени приватни домови                                                                         | 11910    |
| 157 | Укупно насељених приватних кућа                                                                  | 11966    |
| 158 | Ненасељене приватне куће                                                                         | 1707     |
| 159 | Појединачна домаћинства за привремену употребу                                                   | 1109     |
| 160 | Становници у насељеним приватним кућама                                                          | 40826    |
| 161 | Насељеност станара у приватним становима                                                         | 3.43     |
| 162 | Просечно становника по соби у приватним насељеним домаћинствима                                  | 0.86     |
| 163 | Појединачна домаћинства са подовима од различитих материјала од земље                            | 11302    |
| 164 | Појединачна домаћинства у приземљу                                                               | 584      |
| 165 | Појединачна домаћинства са једном спаваћом собом                                                 | 4647     |
| 166 | Појединачна домаћинства са две спаваће собе и више                                               | 7238     |
| 167 | Појединачна домаћинства са једним собом                                                          | 801      |
| 168 | Појединачна домаћинства са две собе                                                              | 1560     |
| 169 | Појединачна домаћинства са 3 собе и више                                                         | 9519     |
| 170 | Појединачна домаћинства која имају електрично светло                                             | 11761    |
| 171 | Појединачна домаћинства која немају електрично светло                                            | 127      |
| 172 | Појединачна домаћинства која имају водоводну воду у стамбеном простору                           | 11369    |
| 173 | Појединачна домаћинства која немају водоводну воду у стамбеном простору                          | 516      |
| 174 | Појединачна домаћинства која имају тоалет                                                        | 11432    |
| 175 | Појединачна домаћинства која имају канализацију                                                  | 11505    |
| 176 | Појединачна домаћинства која немају канализацију                                                 | 337      |
| 177 | Појединачна домаћинства која имају електрично светло, довод воде из јавне мреже и канализацију   | 11047    |
| 178 | Појединачна домаћинства без икаквих услова                                                       | 233      |
| 179 | Појединачна домаћинства која имају радио                                                         | 9205     |
| 180 | Појединачна домаћинства која имају телевизор                                                     | 11350    |
| 181 | Појединачна домаћинства која имају фрижидер                                                      | 10577    |
| 182 | Појединачна домаћинства која имају машину за веш                                                 | 7636     |
| 183 | Појединачна домаћинства која имају аутомобил или комби                                           | 4225     |
| 184 | Појединачна домаћинства која имају рачунар                                                       | 1587     |
| 185 | Појединачна домаћинства која имају фиксну телефонску линију                                      | 3706     |
| 186 | Појединачна домаћинства која имају мобилни телефон                                               | 5315     |
| 187 | Појединачна домаћинства која имају приступ интернету                                             | 795      |